# Burgstall Stetten (Frankenhardt)
Der Burgstall Stetten ist eine abgegangene Höhenburg auf etwa 460 m ü. NHN in der Flur „Schwindhalde“ östlich des Frankenhardter Ortsteiles Stetten im Landkreis Schwäbisch Hall in Baden-Württemberg.
Die Burg war Sitz der Ritter von Stetten, die vermutlich ein Zweig der Ritter von Kocherstetten waren. 1377 war die Burg bereits abgegangen.
Von der ehemaligen Burganlage sind noch Wall- und Grabenreste erhalten, die langovale Struktur ist auf dem Messtischblatt 6926 Jagstheim von 1936 noch eingetragen, auf neueren topographischen Karten nicht mehr.